# 9589 Деріддер
9589 Деріддер (9589 Deridder) — астероїд головного поясу, відкритий 21 листопада 1990 року.
Тіссеранів параметр щодо Юпітера — 3,411.